# 埃莱奥诺雷·玛丽 (安哈尔特-贝恩堡)
安哈特-貝恩堡的埃萊奧諾雷·瑪麗（德語：Eleonore Marie von Anhalt-Bernburg，1600年8月7日—1657年7月17日），梅克倫堡-居斯特羅公爵夫人，安哈特-貝恩堡親王克里斯蒂安一世的女兒。

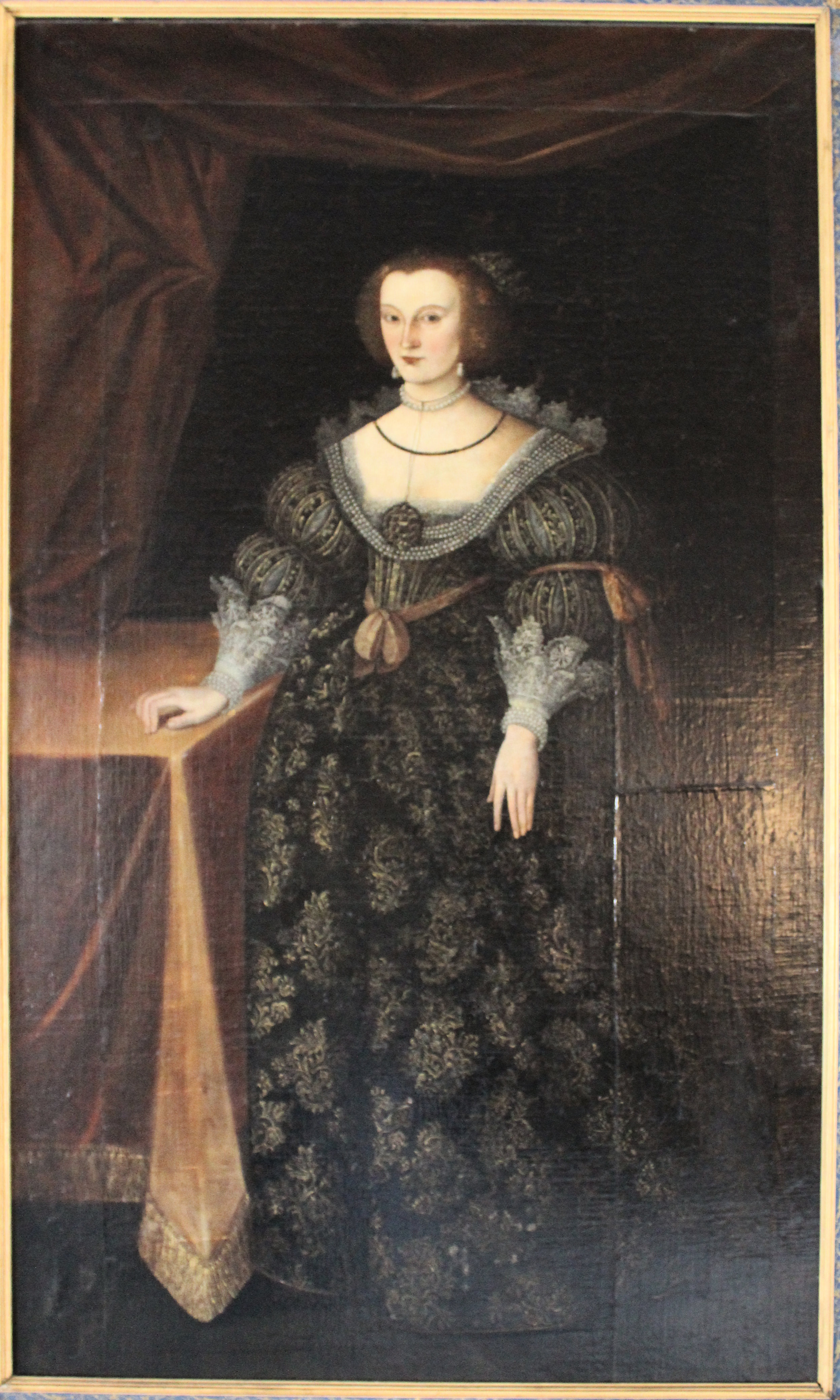

## 家庭
1626年，埃萊奧諾雷·瑪麗與梅克倫堡-居斯特羅公爵約翰·阿爾布雷希特二世結婚，兩人共有1子2女：
1. 安娜·索菲（1628年—1666年）
2. 古斯塔夫·阿道夫（1633年—1695年）
3. 路易絲（1635年—1648年），早逝